# Amanda C. Miller
Amanda Céline Miller är en amerikansk röstskådespelerska som läser röster i animerade filmer och TV-serier, dator- och TV-spel samt ljudböcker.
I mars 2015 blev hon utvald som "årets kvinnliga röstskådespeleri-genombrott 2014" av Behind the Voice Actors.

## Filmografi

### Animation
- Martha and Friends - Marthas mamma, Mrs. Peabody[2]
- Secret Millionaire's Club - Skateboard-åkare, Truffles the Pig[2]

#### Anime
- Accel World - Seiji Nomi, Megumi Wakamiya[2]
- Blue Exorcist - Yoshikuni[2]
- Coppelion - Ibuki Kajii[3]
- K-on! - Megumi Sokabe, Maki, Satoshi[2]
- K-on! The Movie - Maki[4]
- Magi: The Labyrinth of Magic - Jamil som ung, Kassim som ung[2]
- Oblivion Island - marionettspelarens fru[2]
- Puella Magi Madoka Magica - diverse röster[2]
- Redline - diverse röster[2]
- Sailor Moon (VIZ Medias dubb) -  Makoto Kino/Sailor Jupiter[5]
- Sailor Moon Crystal - Makoto Kino/Sailor Jupiter[6]
- Sailor Moon R: Promise of the Rose[6]
- Sailor Moon S: Hearts in Ice - Makoto Kino/Sailor Jupiter[6]
- Sailor Moon Super S: Black Dream Hole[6]
- Shinryaku! Ika Musume - Takeru Aizawa[2]
- Sword Art Online - Yulier[2]

### Datorspel
- Blazblue Chrono Phantasma - Nine[2]
- Danganronpa: Trigger Happy Havoc - Junko Enoshima (tillsammans med Erin Fitzgerald), Toko Fukawa[2][7]
- Danganronpa 2: Goodbye Despair - Junko Enoshima (tillsammans med Erin Fitzgerald)[7]
- Earth Defense Force 2025 - Wing Diver Soldier A[8]
- Fire Emblem: Awakening - Sully, Cherche[2]
- Hyperdimension Neptunia Victory - Mages[2]
- Lightning Returns: Final Fantasy XIII - diverse röster[9]
- Lord of Magna: Maiden Heaven - Francesca[10]
- Marvel Heroes - Kate "Hawkeye" Bishop[2]
- Onechanbara Z2: Chaos - Kagura[11]
- Planetside 2 - Vanu Sovereignty[2]
- Wipeout: Create & Crash - Patty Popstar, Hannahsaurus Rex[2]
- Wipeout 3 - Greg Grayson, Miss Gee Gee, Helena H. Cole[2]
- World of Warcraft: Cataclysm - Bronze Dragon Consort[2]

### Ljudböcker
- The Scarecrow of Oz: A Steampunk Adventure - berättare[2]
- The Sekhmet Bed - berättare[2]
- Sirenz - berättare[2]
- Wizard of Oz: A Steampunk Adventure - berättare[2]

### Teater
- Alakazam - Oz[2]
- Anna in the Tropics - Ofelia[2]
- Anton in Show Business - T-Anne, Don Blount, Andwyneth[2]
- The Bluest Eye - Claudia[2]
- To Be Young, Gifted, and Black  - Lorraine Hansberry[2]
- Working: The Musical - Maggie, Roberta, Sharon[2]